# حر اليدين
حر اليدين هو فيلم من نوع دراما أُصدر في 2010. الفيلم من إنتاج كنال+ والمركز الوطني للسينما، وهو من إخراج بريجيت ساي، أما السيناريو فكان من كتابة Gaëlle Macé ‏.

## القصة
تقع أحداث الفيلم في باريس. باربرا (إلكابيتز) مخرجة أفلام تُطوّر فيلمًا من تأليف وتمثيل نزلاء سجن في باريس. تتحدى باربرا القيود القانونية، مُطلقةً سلسلة من العواقب عندما تبدأ علاقة عاطفية عميقة بميشيل (براندت)، وهو سجين مُشارك في مشروع الفيلم.

## طاقم التمثيل
- نوربرت فيرير  [لغات أخرى]‏
- Gurgon Kyap  [لغات أخرى]‏
- عبد الحفيظ مطالسي
- ألان اوليفييه  [لغات أخرى]‏
- بريجيت ساي
- كارلو براندت  [لغات أخرى]‏
- دينيس ماريشال  [لغات أخرى]‏
- Dominique Frot  [لغات أخرى]‏
- فرانسيوس نيغريت  [لغات أخرى]‏
- ميراي روسيل  [لغات أخرى]‏
- ساشا اندريس  [لغات أخرى]‏
- خافير يجراند
- ناومي لفوفسكي
- رونيت القبص
- رومان جوبيل

## وصلات خارجية
- حر اليدين على موقع IMDb (الإنجليزية)
- حر اليدين على موقع روتن توميتوز (الإنجليزية)
- حر اليدين على موقع ألو سيني (الفرنسية)
- حر اليدين على موقع Turner Classic Movies (الإنجليزية)
- حر اليدين على موقع أول موفي (الإنجليزية)
- حر اليدين على موقع قاعدة بيانات الفيلم (الإنجليزية)
- حر اليدين على موقع ليتربوكسد (الإنجليزية)
- حر اليدين على موقع كينوبويسك (الروسية)